# House of Freaks
House of Freaks var ett amerikanskt tvåmannaband från Richmond, Virginia, bestående av Bryan Harvey, gitarr och sång och Johnny Hott, trummor. 1 januari 2006 hittades Bryan Harvey mördad tillsammans med hela sin familj.

## Diskografi
Studioalbum
- 1987 – Monkey on a Chain Gang
- 1987 – Tantilla
- 1991 – Cakewalk
- 1994 - Invisible Jewel

EP
- 1989 - All My Friends

Singlar
- 1987 – "Bottom Of The Ocean" (maxi-singel)
- 1988 – "40 Years" / "Bottom Of The Ocean"
- 1989 – "Sun Gone Down" / "Birds Of Prey"
- 1989 – "When the Hammer Came Down"
- 1991 – "Rocking Chair" (promo)